# Quorn (Marskrater)
Quorn ist ein Einschlagkrater auf dem Mars mit einem mittleren Durchmesser von 6,33 Kilometern.
Er befindet sich am Westrand des Hochlands Margaritifer Terra zwischen dem Capri Chasma und dem Eos Chasma.
Benannt wurde der Marskrater 1996 nach der Kleinstadt Quorn im australischen Bundesstaat South Australia.